# اولگا کوباسویچ
اولگا کوباسویچ (انگلیسی: Olga Kubassevich؛ زادهٔ ۲۲ سپتامبر ۱۹۸۵) بازیکن والیبال اهل اتحاد جماهیر شوروی سوسیالیستی است.